# Espresso House
Espresso House är en svensk kafékedja som i dagsläget är nordens största med över 500 kaféer i Sverige, Norge, Finland, Danmark och Tyskland. Espresso House besöks av ca 100 000 gäster dagligen.
Espresso House Sweden AB ägs av JAB Holding Company som är ett tyskägt familjeföretag som är registrerat i Luxemburg.

## Historik
Espresso House grundades av paret Elisabet och Charles Asker. Det första kaféet under namnet Espresso House öppnades på Sankt Petri kyrkogata i Lund 1996. Idag har Espresso House över 500 kaffebarer i Skandinavien, Finland och Tyskland. Allt bröd och alla bakverk som serveras på företagets kaféer bakas i centralbageriet Espresso House Bakery i Malmö.
| Information | Diagrammet är avstängt. Grafer inaktiverades den 18 april 2023 på grund av programvaruproblem. Nya diagram kan skapas sedan december 2024. |

## Organisation
JAB Holding Company, som i samband med köpet av Espresso House också köpte Baresso Coffee i Danmark, bestämde under hösten 2016 att göra om samtliga caféer inom den danska kedjan till Espresso House. Detta innebär att Espresso House inom en snart framtid har upp emot 45 caféer även i Danmark. Samtidigt fortsätter man även sin expansion i övriga Norden vilket gör kedjan till Nordens största kaffebarkedja.
Unikt för Espresso House är att de äger samtliga sina kaféer centralt, till skillnad från andra liknande kedjor som till exempel Starbucks där man använder sig av franchise.
Espresso House ägdes till september 2012 av det brittiska riskkapitalbolaget Palamon Capital Partners , som även har köpt kaffebar-kedjan Coffee Cup, som startade 1997 i Stockholm. De båda varumärkena är förenade under namnet Espresso House. I september 2012 köpte det norska riskkapitalbolaget Herkules Capital kedjan, och sålde den vidare 2015 till det tyskägda familjeföretaget JAB Holding Company.

## Bilder

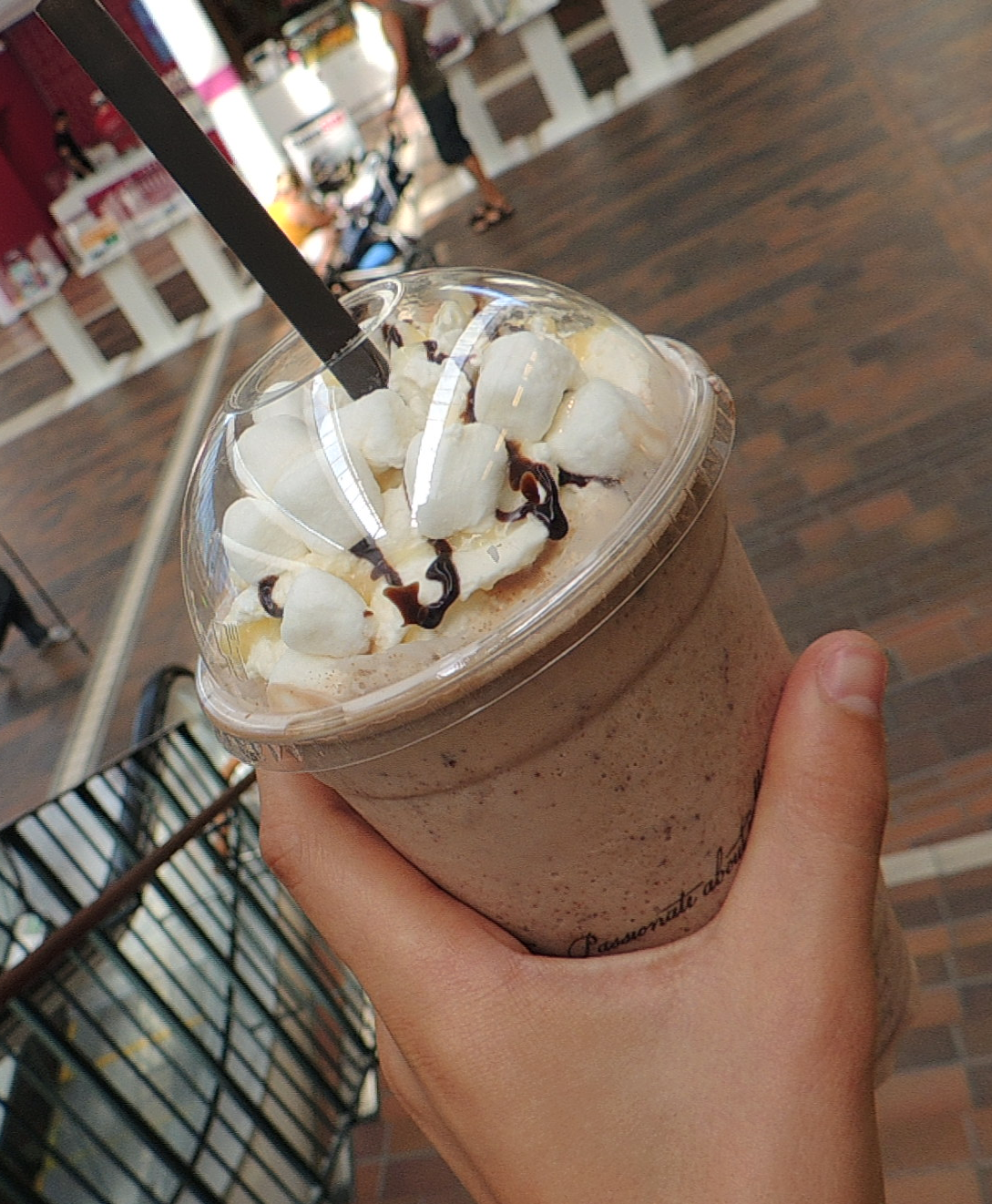
En "Frapino Cookies & Cream" på Espresso House i Tyresö centrum.
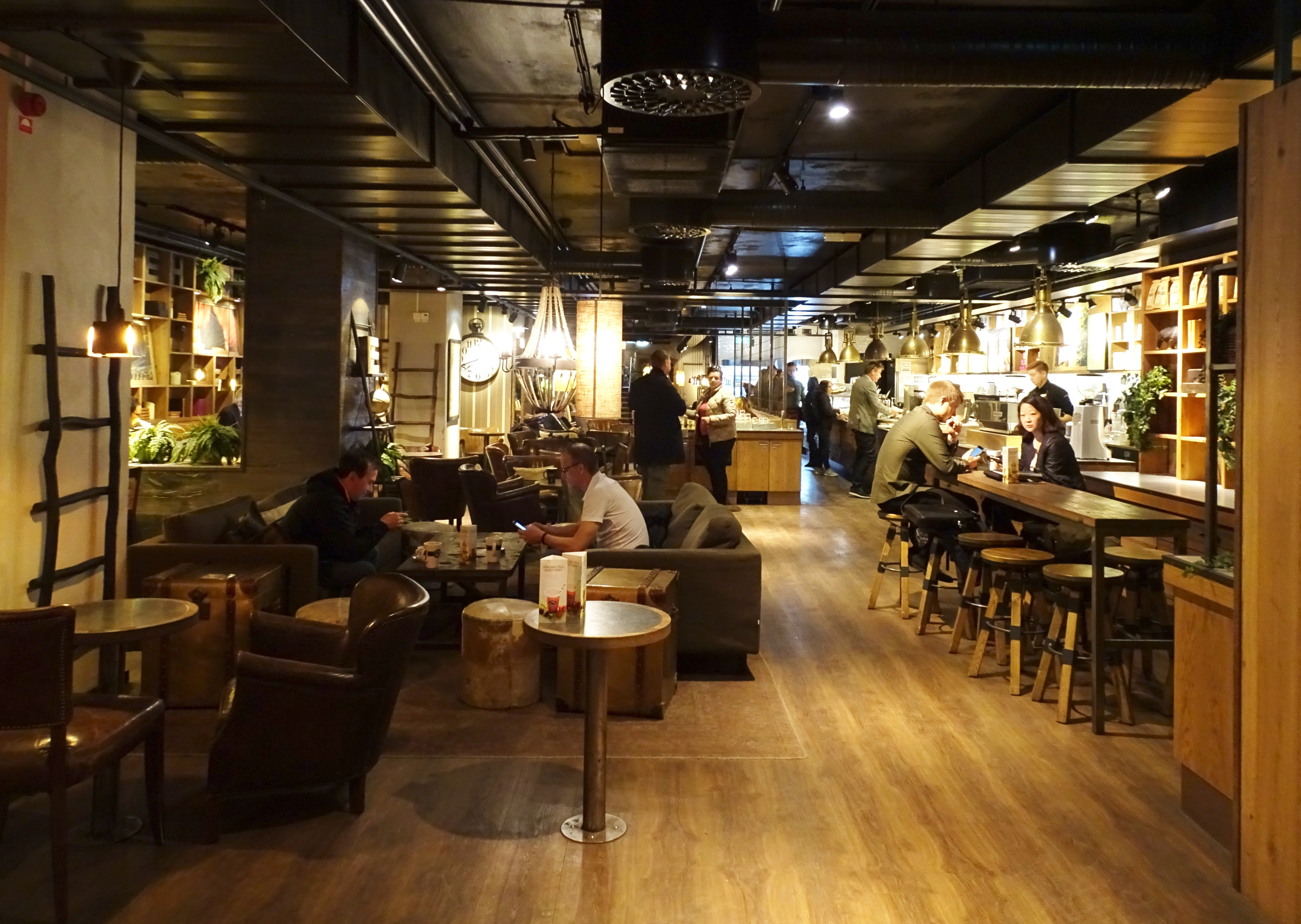
Filialen i Stockholms Konserthus.
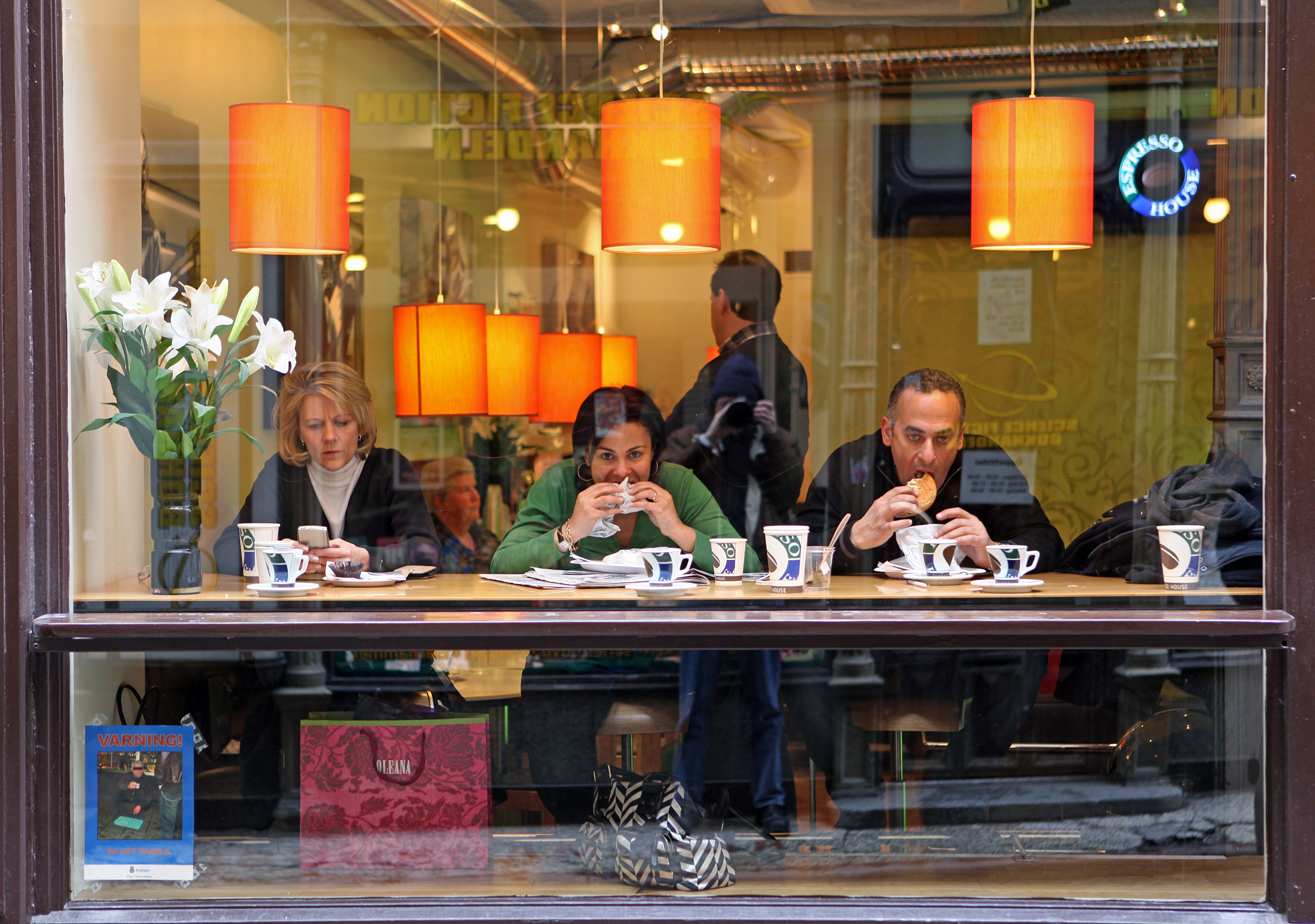
Filialen på Västerlånggatan.
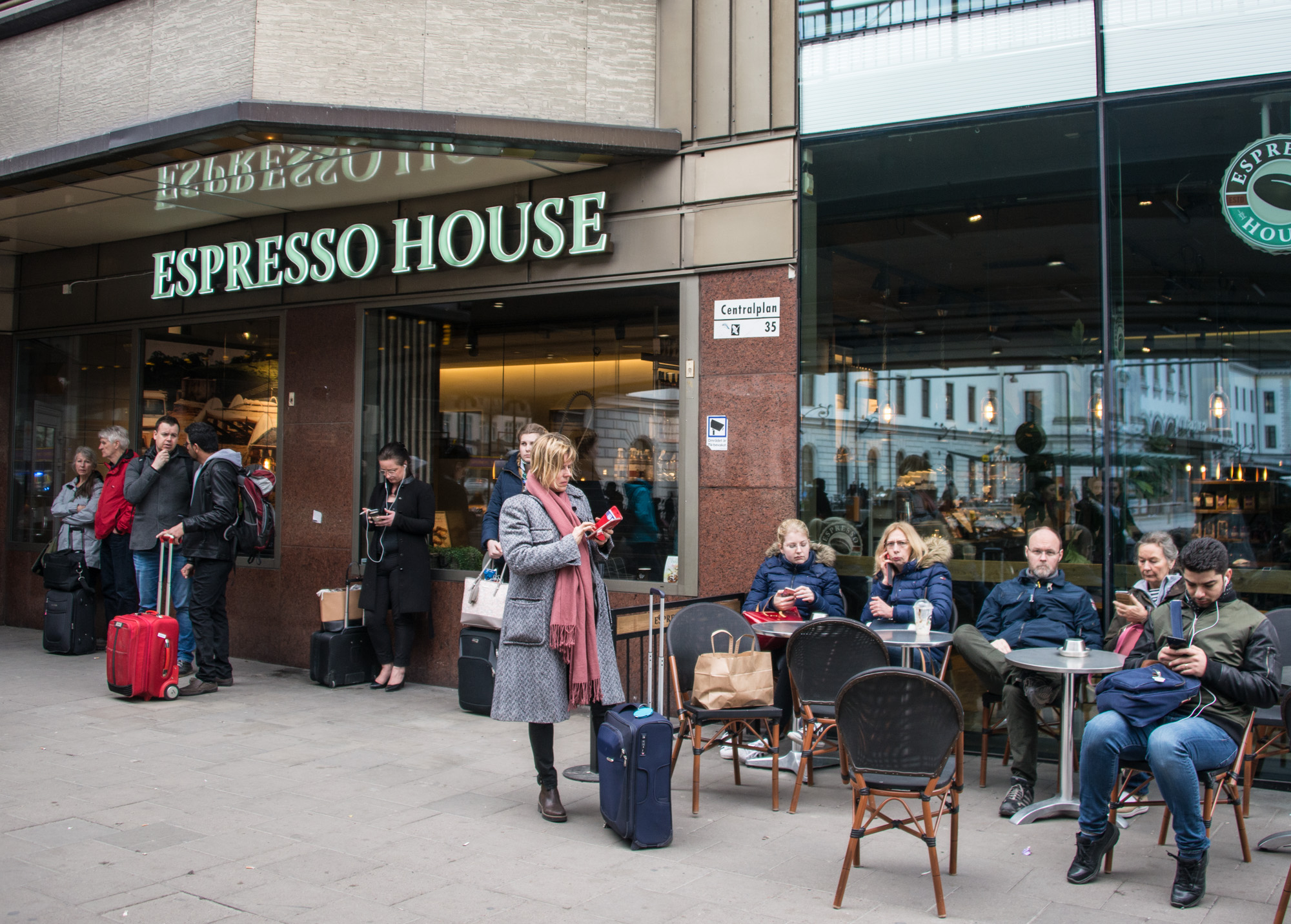
Filialen på Drottninggatan.